# 유엔 팔레스타인 난민 구호 사업 기구

유엔 팔레스타인 난민 구호 사업 기구(영어: United Nations Relief and Works Agency for Palestine Refugees in the Near East, UNRWA)는 가자 지구, 요르단강 서안 지구, 요르단, 레바논, 시리아에 있는 400만명 이상의 팔레스타인 난민에 대한 교육, 보건, 복지, 구급 등의 원조와 인간 개발하는 유엔의 봉사 기관이다.

## 개요
UNRWA는 《제1차 중동 전쟁》이 발발한 1949년 12월 8일 유엔 총회 결의 제302호 (IV)에 의해 설립되었다. 이 결의는 《유엔 총회 결의안 제194호》을 강화하는 것이다. 아랍, 이스라엘의 지지를 받아 반대없이 (동쪽 각 국 및 남아프리카는 기권) 통과 되었다. 1950년 5월부터 활동을 시작하여, 팔레스타인 문제에 진전이 되지 않은 채 권한을 계속 갱신해 왔다. 2009년, 《이스라엘의 가자 지구 침공》에 의한 직원 사망을 이유로 3 일 동안 인도적 지원 활동을 전면 중단했다.
UNRWA는 난민이 인도적 지원을 받을 수 있도록 난민 지위의 정의를 바꾸도록 권고해 왔다. 수혜자는 철수 전에 2년동안 팔레스타인에 살고 있었으며, 그 집과 생계를 잃은 사람과 그 자손이 대상이 되었다. 1948년 12월 11일 《유엔 총회 결의안 제194호》(III)에서는 귀환권과 보상을 받기 위해서는 자격이 요구되기 때문에 UNRWA는 그 한계를 완화시켰다. 따라서 UNRWA의 인정에 의한 난민의 지위를 인정받을 수 있도록 했다. 모든 팔레스타인 UNRWA 등록 난민은 지원이 필요한 서비스 이용자가 된다. 2004년 기준으로 UNRWA 등록 난민은 400만명이다.
UNRWA 59에서 인정한 난민 캠프에 원조를 하고 있다. 난민 캠프에서 1952년까지 이스라엘 영내의 피난민에 원조를 했다. 난민 캠프는 당초 천막촌에서 도시 수준으로까지 발전했다. 난민의 3분의 1이 난민 캠프에 거주한다. UNRWA는 캠프 밖에서 사는 많은 등록 난민에 대한 지원을 제공하고 있다. UNRWA가 주체적으로 난민 캠프를 운영하지 않고 경찰권이나 행정 권한 없이 서비스를 제공하기 때문에 한계를 가지고 있다.

## 2024년 이스라엘의 탈퇴 선언
2024년 11월 4일, 이스라엘은 유엔 총회 의장에게 UNRWA의 활동을 허용하는 협정에서 탈퇴한다고 유엔에 통보하였다. 이스라엘 카츠 이스라엘 외무장관은 “테러조직 하마스는 UNRWA에 깊이 침투해 있다. 지난해(2023년) 10월 7일 학살에 가담한 직원과 하마스 대원이 다수 소속된 UNRWA는 가자지구의 문제의 요소일 뿐 해결책이 될 수 없다”고 그 이유를 설명하였다.

## 같이 보기
- 이스라엘-팔레스타인 분쟁